# Justin Ndikumana
Justin Ndikumana Kabengele (ur. 1 marca 1993 w Uvirze) – burundyjski piłkarz grający na pozycji bramkarza. Od 2023 gra w klubie Coastal Union FC.

## Kariera klubowa
Swoją karierę piłkarską Ndikumana rozpoczął w klubie Prince Louis FC. W 2009 roku zadebiutował w jego barwach w burundyjskiej pierwszej lidze. W 2012 roku przeszedł do Vital’O FC, w którym grał przez dwa lata. W latach 2014–2017 był zawodnikiem OC Muungano z Demokratycznej Republiki Konga. W 2017 roku przeszedł do innego klubu z tego kraju, FC Saint Eloi Lupopo. W latach 2018–2019 grał w kenijskim Sofapaka FC, a w latach 2019-2022 - w Bandari FC. W styczniu 2023 został przeszedł do tanzańskiego Coastal Union FC.

## Kariera reprezentacyjna
W reprezentacji Burundi Ndikumana zadebiutował 17 czerwca 2019 roku w przegranym 1:2 towarzyskim meczu z Tunezją, rozegranym w Radis. W 2019 roku został powołany do kadry do na Puchar Narodów Afryki 2019. Nie zagrał w nim w żadnym meczu.